# الطوابع البريدية والتاريخ البريدي لدبي
أدارت المملكة المتحدة العلاقات الخارجية لإمارات الساحل المتصالح نتيجة لمعاهدة «الاتفاقية الحصرية» لعام 1892، بما في ذلك إدارة البريد والبرق - حيث تكن هذه الإمارات منتمية للاتحاد البريدي العالمي. افتتحت حكومة الهند أول مكتب بريد في دبي في عام 1941. وفي عام 1948، وتولت إدارته وتشغيله الوكالات البريدية البريطانية في شرق شبه الجزيرة العربية، وهي شركة تابعة لمكتب البريد العام. كانت الطوابع في ذلك الوقت عبارة عن طوابع بريطانية مقابل رسوم إضافية بقيمة الروبية، حتى عام 1959، حيث أصدرت مجموعة من طوابع بريدية تحمل اسم «الإمارات المتصالحة» من دبي.
في عام 1963، تنازلت المملكة المتحدة عن مسؤوليتها عن الأنظمة البريدية في الإمارات المتصالحة إلى حكام الإمارات المتصالحة. لذا أصدرت إمارة دبي أول طوابعها البريدية في سنة 1963.
كان عدد الطوابع التي أصدرت عن إمارة دبي ووثقتها المصادر المختلفة هي 416 طابعا حسب كتالوج ميشيل 2006 448 طابعا حسب "Oh My Gosh Publishing" 423 طابعا حسب موقع دليل طوابع الإمارات المتصالحة. وكانت الكثير من الإصدارات عبارة عن طوابع الكثبان الرملية. وكان الإصدار الأول بتاريخ 15 يونيو 1963 الإصدار الأخير في 31 يونيو 1972 واستمر التوزيع حتى 31 ديسمبر 1972. بعدها اعتمدت الطوابع الصادرة عن الإمارات العربية المتحدة بعد إعلان استقلال واتحاد الإمارات العربية المتحدة.